# Медісон Бір
Медісон Ель Бір (англ. Madison Elle Beer; нар. 5 березня 1999) — американська співачка, авторка пісень, режисерка, танцюристка та модель.  
Бір стала відомою у ЗМІ, коли Джастін Бібер розмістив посилання на один з її каверів на YouTube. Вона випустила свій дебютний сингл «Melodies» у 2013 році.
У 2018 році Бір випустила дебютний міні-альбом «As She Pleases». Проєкт був підтриманий синглами «Dead» і «Home with You», обидва з яких отримали золотий сертифікат RIAA. Наступного року Бір підписала контракт з лейблом Epic Records, а в 2021 році випустила дебютний студійний альбом «Life Support». Його підтримали кілька синглів, зокрема «Selfish», який отримав золотий сертифікат RIAA.
Другий студійний альбом Бір, Silence Between Songs, вийшов у вересні 2023 року. Він отримав номінацію за найкращий імерсивний аудіоальбом на 66-й щорічній церемонії вручення премії «Греммі».
Окрім сольної роботи, Бір озвучувала героїню Евелін у віртуальному гурті K/DA, що грає у League of Legends. У складі гурту вона випустила сингли «Pop/Stars» (2018) та «More» (2020), які потрапили до міжнародних чартів. Вона також з'являлася в таких телевізійних серіалах, як «Todrick» (2015) і «RuPaul's Drag Race» (2020), та у фільмі «Louder Than Words» (2013).

## Життєпис
Медісон Ель Бір народилася в Джерико, штат Нью-Йорк, у єврейській родині 5 березня 1999 року. Її батько, Роберт Бір, є девелопментом нерухомості, а мати, Трейсі, працювала дизайнеркою інтер'єру, але потім залишила цю роботу, щоб допомогти Медісон у її кар'єрі. У неї є молодший брат — Райдер. Бір з'явилася на обкладинці журналу «Child» після перемоги в модельному конкурсі у 4 роки. Коли їй було 6-7 років, вона зазнала сексуального насильства від людини, яка протягом багатьох років була поруч з нею. Її батьки розлучилися, коли їй було лише 7. У 2012 році вона відсвяткувала бат-міцву.

## Кар'єра

### 2012—2018: Початок кар'єри та дебютний міні-альбом
На початку 2012 року Бір публікувала на YouTube відеоролики, де вона співає кавери на популярні пісні. Вони привернули увагу Джастіна Бібера, який надіслав посилання на кавер-версію пісні Етти Джеймс «At Last» своїм підписникам у Твіттері (X). Тоді Бір завоювала прихильність, що призвело до значного розголосу у ЗМІ.
Бір співпрацювала з Monster High і записала тематичну пісню для франшизи під назвою «We Are Monster High». У лютому 2013 року Коді Сімпсон перезаписав свою пісню «Valentine» разом з Бір, яка звучала на Radio Disney, але так і не була офіційно випущена. 12 вересня 2013 року Бір випустила свій дебютний сингл і відеокліп під назвою «Melodies», який був написаний Пітером Келлехером, Беном Коном, Томасом Барнсом та Іною Врольдсен.
«Unbreakable» став другим синглом, випущеним Бір. Пісня була випущена 17 червня 2014 року, її написали Джессіка Ешлі, Еван Богарт, Хізер Жанетт Майлі, Метт Шварц, Емануель Кіріаку та Ендрю Гольдштейн. 16 лютого 2015 року було оголошено, що Бір стане одним з виконавців нового синглу діджея Mako під назвою «I Won't Let You Walk Away». Пісня була випущена для цифрового завантаження 24 лютого 2015 року разом з відеокліпом. Пісня посіла 43 місце в чарті Hot Dance/Electronic Songs, 33 місце в чарті Dance/Electronic Digital Songs та 19 місце в чарті Dance/Mix Show Airplay в США. 24 вересня 2015 року Бір випустила пісню «All For Love» за участю американського дуету Jack & Jack.
Свій міні-альбом під назвою «As She Pleases» Бір записувала протягом трьох років. Він вийшов 2 лютого 2018 року. Того ж місяця вона вийшла на подіум для показу Dolce & Gabbana восени 2017 року на Тижні моди в Мілані. «Dead» був випущений як головний сингл з міні-альбому 19 травня 2017 року.
10 березня 2018 року «Home with You» був випущений як третій і останній сингл з міні-альбому. У серпні 2018 року пісня посіла 21 місце в чарті Billboard Mainstream Top 40, що зробило її єдиною сольною виконавицею в чартах без великого музичного лейблу. Вона дебютувала на офіційному фестивалі Lollapalooza 2 серпня 2018 року в Чикаго. Бір була представлена на «Blame It On Love», пісні з сьомого студійного альбому 7 французького діджея Девіда Гетта.

### 2019—2023: Студійні альбоми
Бір звучала у пісні «All Day and Night» діджеїв Джекса Джонса та Мартіна Сольвейга під псевдонімом Europa. Ця пісня вийшла 28 березня 2019 року. 17 травня 2019 року Бір випустила сингл «Dear Society», який спочатку мав увійти до трек-листа її дебютного альбому, але зрештою був вилучений з остаточного трек-листа. 9 серпня 2019 року Бір оголосила у своєму акаунті Instagram, що підписала контракт з Epic Records.
У січні 2020 року вона випустила «Good in Goodbye» як головний сингл зі свого дебютного студійного альбому «Life Support». За ним послідував другий сингл «Selfish», який посів 19 місце в американському чарті Bubbling Under Hot 100 і згодом вплинув на сучасний радіохіт-парад у США, а також промо-сингл «Stained Glass».
26 лютого 2021 року вийшов альбом «Life Support», який Бір повністю написала у співавторстві, а також виступила співпродюсером більшої його частини. Альбом отримав загалом схвальні відгуки критиків: Дені Блюм з Pitchfork назвав його «амбітним, але неглибоким, таким, що, здається, має намір довести власну серйозність». Ханна Майлреа з NME була більш прихильною і оцінила альбом на 4/5 зірок. Майк ДеВальд з Riff Magazine оцінив альбом на 8/10, сказавши: «Можливо, він готувався роками, але перший альбом Медісон Бір вартий того, щоб на нього чекали шанувальники поп-музики». Альбом дебютував на 65 сходинці американського чарту Billboard 200, а також потрапив до першої тридцятки чартів Canadian Albums та OCC UK Albums. У травні 2021 року вона оголосила про північноамериканський тур під назвою The Life Support Tour на підтримку свого альбому, однак наступного місяця вона розширила його до Європи. Меггі Ліндеманн і музикант Audriix виступили на розігріві північноамериканської частини туру, а Лія Кейт відкривала європейську частину. Тур розпочався наприкінці жовтня того ж року в Торонто, Канада, і завершився наприкінці листопада в Лос-Анджелесі, а європейський етап розпочався наприкінці березня 2022 року в Мадриді, Іспанія, і завершився наприкінці квітня в Осло, Норвегія.
3 червня 2021 року вона випустила пісню «Reckless», яка стала першим синглом її другого студійного альбому. Пісня отримала схвальні відгуки критиків за свій ліричний зміст та вразливість і очолила сорокову сходинку американського хіт-параду Billboard US Mainstream Top 40. Пізніше того ж місяця Бір разом з Ванессою Гадженс заснувала Know Beauty, бренд по догляду за шкірою на основі генетичної модифікації ДНК, і стала його співзасновницею. У серпні вона випустила колекцію одягу, натхненну 90-ми, у співпраці з британським онлайн-рітейлером модного одягу Bohoo. 4 листопада 2021 року Бір випустила свою першу пісню «Room for You» в рамках альбому саундтреків до фільму «Великий червоний пес Кліффорд», який вийшов пізніше того ж місяця.
У липні 2022 року Бір з'явилася в епізодичній ролі разом з різними інтернет-персонами в кліпі на пісню «Dolls», заголовний трек і третій сингл з однойменного дебютного розширеного альбому співачки та популярної в соціальних мережах Белли Порч. 22 липня 2022 року Бір випустила саундтрек «I Have Never Felt More Alive» до фільму «Над безоднею» медіакомпанії Lionsgate з Джеффрі Діном Морганом і Вірджинією Гарднер у головних ролях.
26 серпня 2022 року Бір випустила «Dangerous», другий сингл до свого другого студійного альбому. За ним 14 жовтня 2022 року вийшов третій сингл альбому «Showed Me (How I Fell in Love with You)». У лютому 2023 року Бір анонсувала вихід мемуарів «The Half of It», які були опубліковані видавництвом HarperCollins 25 квітня 2023 року. У травні вона оголосила про вихід синглу «Home to Another One» 2 червня 2023 року, а другий студійний альбом «Silence Between Songs» вийшов 15 вересня 2023 року. У серпні Бір оголосила про вихід п'ятого синглу альбому «Spinnin», який вийшов 18 серпня 2023 року. 9 жовтня 2023 року Бір оголосила про початок європейського та північноамериканського туру під назвою The Spinnin Tour на підтримку «Silence Between Songs».

## Артистизм та його впливи
Бір заявляла, що її натхненням у музиці та у написанні пісень стали такі відомі люди, як: Arctic Monkeys, Лана Дель Рей, Daft Punk, Мелані Мартінес, Леді Гага та Аріана Гранде. Коли її запитали, чи надихає її Гранде, Бір відповіла: «Ви ж знаєте, Аріана завжди була однією з моїх найулюбленіших виконавців протягом більшої частини моєї кар'єри і навіть ще до її початку, тому я впевнена, що вона дуже сильно на мене вплинула…. Але я ненавиджу цей наратив, який просувають про мене і про неї, мовляв, це щось на кшталт змагання, ніби це хтось, кого я боготворю і на кого я рівняюся».

## Дискографія
Студійні альбоми
- Life Support (2021)
- Silence Between Songs (2023)

## Тури
Хедлайнер
- As She Pleases Tour (2018)
- The Life Support Tour (2021—2022)
- The Spinnin Tour (2024)